# Gmina miejska Lazarevac
Gmina miejska Lazarevac (serb. Gradska opština Lazarevac / Градска општина Лазаревац) – gmina miejska w Serbii, w mieście Belgrad. W 2018 roku liczyła 56 865 mieszkańców.